# Santiago de Ois
Santiago de Ois es una parroquia española del municipio de Coirós, en la provincia de La Coruña, Galicia.

## Entidades de población
Entidades de población que forman parte de la parroquia:
- Caresma
- Casal (O Casal)
- Combarro (O Combarro)

## Demografía
| Gráfica de evolución demográfica de Ois entre 2000 y 2019 |
|                                                           |
| Datos según el nomenclátor publicado por el INE.          |